# Langrune-sur-Mer
Langrune-sur-Mer é uma comuna francesa na região administrativa da Normandia, no departamento Calvados. Estende-se por uma área de 4,74 km². Em 2010 a comuna tinha 1 926 habitantes (densidade: 406,3 hab./km²).